# Gianni De Magistris
Gianni De Magistris (* 3. Dezember 1950 in Florenz) ist ein ehemaliger italienischer Wasserballspieler. Mit der italienischen Nationalmannschaft wurde er Olympiazweiter 1976 und Weltmeister 1978 sowie Weltmeisterschaftsdritter 1975.

## Sportliche Karriere
Gianni De Magistris begann im Alter von sechs Jahren mit dem Schwimmsport. Sein größter Erfolg als Schwimmer war der Gewinn des italienischen Meistertitels über 1500 Meter Freistil 1967.
Im Wasserball bestritt Gianni De Magistris 388 Länderspiele für Italien. Sein erstes großes Turnier waren die Olympischen Spiele 1968 in Mexiko-Stadt, bei denen die italienische Mannschaft den vierten Platz belegte. Vier Jahre später bei den Olympischen Spielen 1972 in München wurden die Italiener Sechste. 1973 fand in Belgrad die erste Weltmeisterschaft statt, bei der die italienische Mannschaft den vierten Platz erreichte. 1975 gewann Gianni De Magistris seine ersten internationalen Medaillen. Im Juli belegten die Italiener bei der Weltmeisterschaft in Cali den dritten Platz hinter der sowjetischen Mannschaft und den Ungarn. Einen Monat später gewannen die Italiener den Titel bei den Mittelmeerspielen in Algier.
1976 fanden die Olympischen Spiele in Montreal statt. Die Italiener gewannen ihre Vorrundengruppe und erreichten in der Hauptrunde zwei Siege sowie zwei Unentschieden und verloren gegen die Ungarn. Damit gewannen die Ungarn die Goldmedaille vor den Italienern, die gegenüber den Niederländern das bessere Torverhältnis aufwiesen. Beim 3:3 gegen die Niederländer erzielte Gianni De Magistris zwei der drei italienischen Treffer. Im Jahr darauf bei der Europameisterschaft 1977 in Jonköping siegten die Ungarn vor der jugoslawischen Mannschaft, die Italiener erhielten die Bronzemedaille.
1978 bei der Weltmeisterschaft in Berlin besiegten die Italiener in der Finalrunde die Mannschaften aus Jugoslawien und aus der Sowjetunion. Am letzten Spieltag trafen die Italiener auf die Ungarn und erreichten ein 4:4, zu dem De Magistris zwei Tore beisteuerte. Mit dem Unentschieden gewannen die Italiener die Goldmedaille vor den Ungarn. Im Jahr darauf siegten bei den Mittelmeerspielen in Split die Jugoslawen vor den Italienern.
Gianni de Magistris belegte mit der italienischen Mannschaft den achten Platz bei den Olympischen Spielen 1980 in Moskau und den siebten Platz bei den Olympischen Spielen 1984 in Los Angeles. Insgesamt erzielte er bei seinen fünf Olympiateilnahmen 60 Tore. 1980 erzielte er beim 8:3 gegen die schwedische Mannschaft allein fünf Tore.
Gianni De Magistris spielte fast seine ganze Karriere für Rari Nantes Florentia, 1976 und 1980 war er italienischer Meister. Er hat in der italienischen Liga von 1964 bis 1986 insgesamt 1528 Tore erzielt und in seiner gesamten Karriere laut ISHOF über 6000 Tore. Sein Bruder Riccardo De Magistris und seine Tochter Mila De Magistris spielten ebenfalls für die italienische Nationalmannschaft.
1995 wurde Gianni De Magistris in die International Swimming Hall of Fame (ISHOF) aufgenommen.